# 二沙島站
二沙島站是广州地铁12號線的一个车站，亦是目前该线东段的临时终点站。车站位于中国广东省广州市越秀區二沙岛烟雨路北侧，广州发展公园内的地底，于2025年6月29日启用。

## 车站结构
本站全长589.6米，为12号线最长的车站。

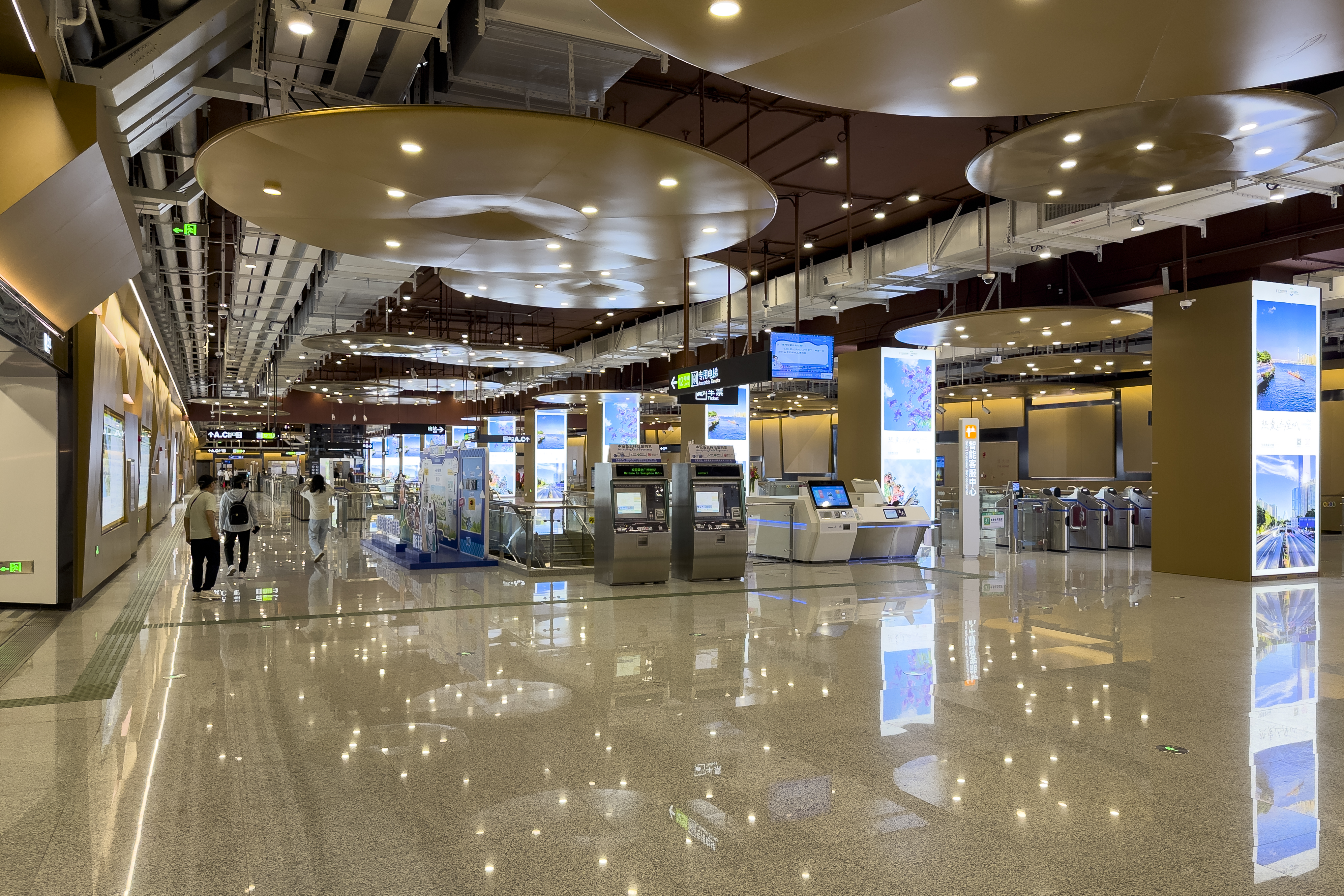
站厅

本站是12號線的文化主题站，以“均天广乐”为设计主题，车站天花采用白色风管及圆形声学反射板的搭配，站厅部分采用不规则造型墙面，以体现车站复现音乐厅特有的空间质感与声学效果。

### 車站樓層
本站共有两层，地面为车站各出入口，周边为烟雨路、大通路、广州发展公园、广东华侨博物馆、星海音乐厅以及其他建筑，地下一层为站厅，地下二层为站台。
| 地下一层 | 站厅                                       | 售票機、客服中心、商店、警务室、安检设施   |                                            |                                            |
| 地下二层 | 側式站台（卫生间、母婴室）（暂不对外开放） | 側式站台（卫生间、母婴室）（暂不对外开放） | 側式站台（卫生间、母婴室）（暂不对外开放） | 側式站台（卫生间、母婴室）（暂不对外开放） |
|          | 2 站台                                     | █12号线 备用站台                           |                                            |                                            |
|          | 3 站台                                     | █12号线 終點站台                           |                                            |                                            |
|          | 岛式站台（卫生间、母婴室）                 |                                            |                                            |                                            |
|          | 1 站台                                     | █12号线 大学城南方向（下站：赤岗塔）       |                                            |                                            |

### 站厅
二沙岛站站厅設有自动售票機及智能客務中心。站厅内亦设有便利店及各类自助设施。靠近A出入口处的车站控制中心旁设有自動體外去顫器。
为方便行人进出，二沙岛站站厅北侧被划为收费区，内设有多组扶手电梯、楼梯和专用电梯，分别连接12号线的两个站台。

### 站台
本站设有一个岛式站台和一个侧式站台，位于广州发展公园内的地底。本站两个月台的西端头均设有卫生间和母婴室。
另外，本站設有一條貫穿車站至车站东端的的双列位存車線，存车线以东设有两条渡线联络至浔峰岗方向正线，以西则设有两条渡线分别连接上下行正线。
本站作为12號線东段開通時的临时終點站，现时仅开放岛式站台供乘客使用。12號線东段列車会通過存車線前往3号月台清客，再通过车站西端渡线前往大学城南方向正线进行站后折返，随后前往1号站台上客。

### 出入口
二沙島站启用时设有3个出入口供乘客进出。
|                                           |                                                       |      |          |                                                                           |
| 编号                                      | 设施                                                  | 照片 | 出口指示 | 建议前往的目的地                                                          |
| A                                         | 扶手电梯标志                                          |      | 烟雨路   | 文立方广场 公交：二沙岛（省中医）站（东行）                               |
| B                                         | 盲道标志 · 升降机标志 · 无障碍通道标志 · 扶手电梯标志 |      | 晓雾街   | 广东华侨博物馆、广东省星海音乐厅、广州交响乐团 公交：星海音乐厅站（东行） |
| C                                         | 盲道标志 · 升降机标志 · 无障碍通道标志 · 扶手电梯标志 |      | 大通路   | 广东省中医院二沙岛医院 公交：二沙岛（省中医）站（西行）                   |
| 註： 設有 \| 設有 \| 設有 \| 設有扶手電梯 |                                                       |      |          |                                                                           |

## 接驳交通
二沙岛站附近设有二沙岛（省中医）和星海音乐厅两个公交站。
| 公交线路 \| 编号 \| 编号 \| 线路 \| 线路 \| 线路 \| 收费 \| 备注 \| \| ---- \| ----------------- \| ------------------ \| ---- \| -------- \| ---- \| ---- \| \| \| 89 \| 天河客運站 \| ⇆ \| 大沙头 \| 2元 \| \| \| \| 131A珠江两岸游A线 \| 赤岗 \| ↻ \| 赤岗 \| 3元 \| \| \| \| 194 \| 华景新城（翰景路） \| ⇆ \| 宝岗大道 \| 2元 \| \| \| \| 781 \| 二沙島西 \| ↺ \| 龟岗 \| 2元 \| \| \| \| B21 \| 革新路 \| ⇆ \| 棠德花苑 \| 2元 \| \| |                   |                    |      |          |      |      |
| 编号 | 编号              | 线路               | 线路 | 线路     | 收费 | 备注 |
| | 89                | 天河客運站         | ⇆    | 大沙头   | 2元  |      |
| | 131A珠江两岸游A线 | 赤岗               | ↻    | 赤岗     | 3元  |      |
| | 194               | 华景新城（翰景路） | ⇆    | 宝岗大道 | 2元  |      |
| | 781               | 二沙島西           | ↺    | 龟岗     | 2元  |      |
| | B21               | 革新路             | ⇆    | 棠德花苑 | 2元  |      |

## 历史

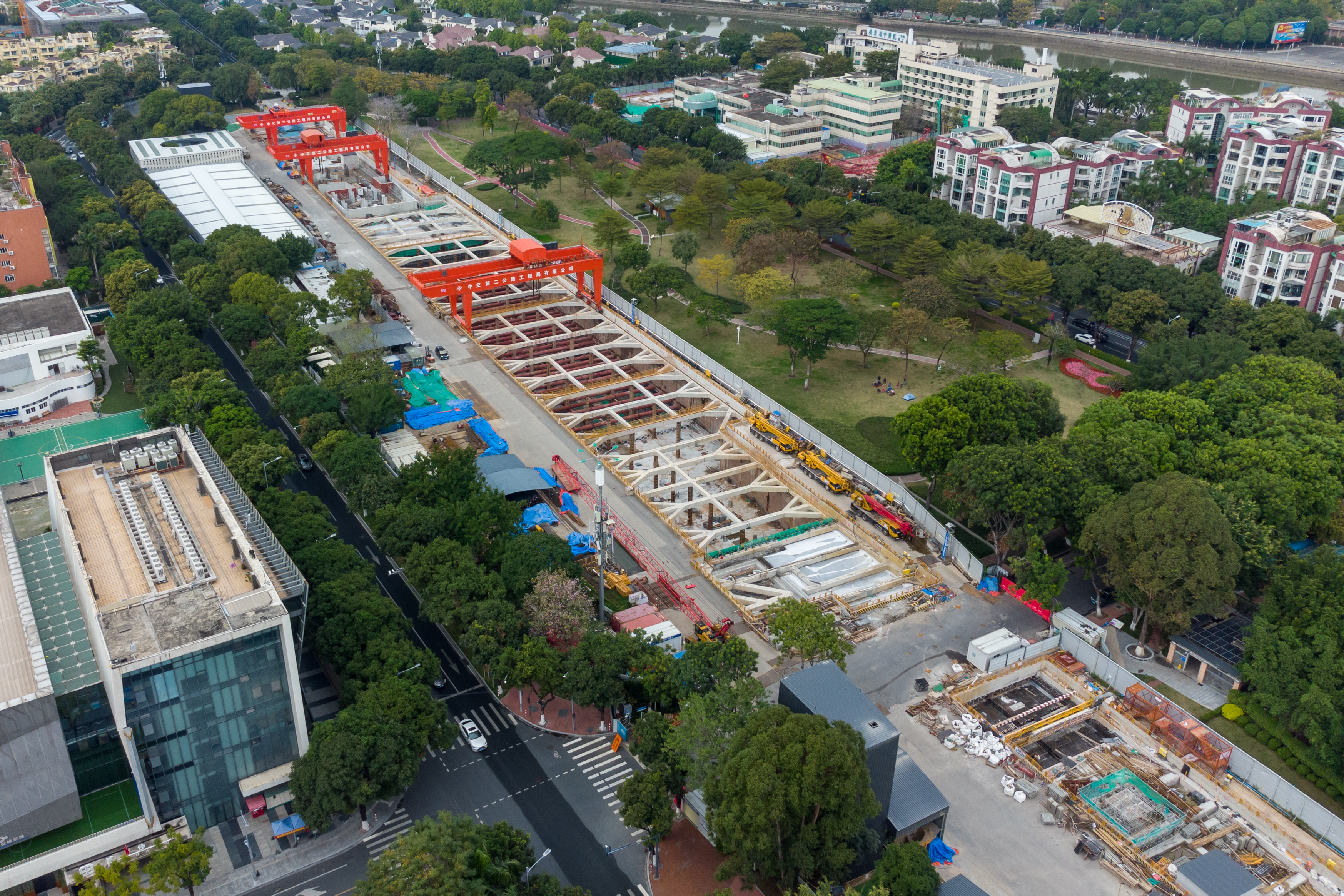
二沙岛站工地（2022年2月）

因应车站建设，广州发展公园部分区域于2020年5月正式围蔽，用于车站主体结构施工；随后于同年10月7日起封闭晓雾街以配合车站建设。
车站于2022年4月6日实现主体结构封顶，2025年1月完成“三权”移交。2025年6月29日，本站正式开通。